# Stuart Brehaut
Stuart Charles Brehaut (* 24. September 1978 in Ballarat) ist ein australischer Badmintonspieler. 

## Karriere
Stuart Brehaut nahm 2004 im Herreneinzel an den Olympischen Spielen teil. Er schied dabei in der ersten Runde aus und wurde somit 17. Bei der Ozeanienmeisterschaft 2006 holte er Bronze. 2003 siegte er bei den Fiji International im Mixed und im Einzel.

## Sportliche Erfolge
| Saison | Veranstaltung            | Disziplin    | Platz | Name                          |
| ------ | ------------------------ | ------------ | ----- | ----------------------------- |
| 2001   | Auckland International   | Herreneinzel | 2     | Stuart Brehout                |
| 2003   | Fiji International       | Mixed        | 1     | Stuart Brehaut / Kellie Lucas |
| 2003   | Fiji International       | Herreneinzel | 1     | Stuart Brehaut                |
| 2004   | Ballarat International   | Mixed        | 2     | Stuart Brehaut / Tania Luiz   |
| 2004   | Olympia                  | Herreneinzel | 17    | Stuart Brehaut                |
| 2005   | Australian International | Mixed        | 2     | Stuart Brehaut / Tania Luiz   |
| 2006   | Ozeanienmeisterschaft    | Herreneinzel | 3     | Stuart Brehaut                |